# 察尔汗站
察尔汗站位于中华人民共和国青海省海西蒙古族藏族自治州格尔木市察尔汗行政委员会，察尔汗盐湖南侧，是青藏铁路的一座车站，距离西宁站750公里，于1979年启用，现由青藏铁路公司营运。车站现为三等站，办理旅客乘降和行包托运。车站同时承担货运业务。

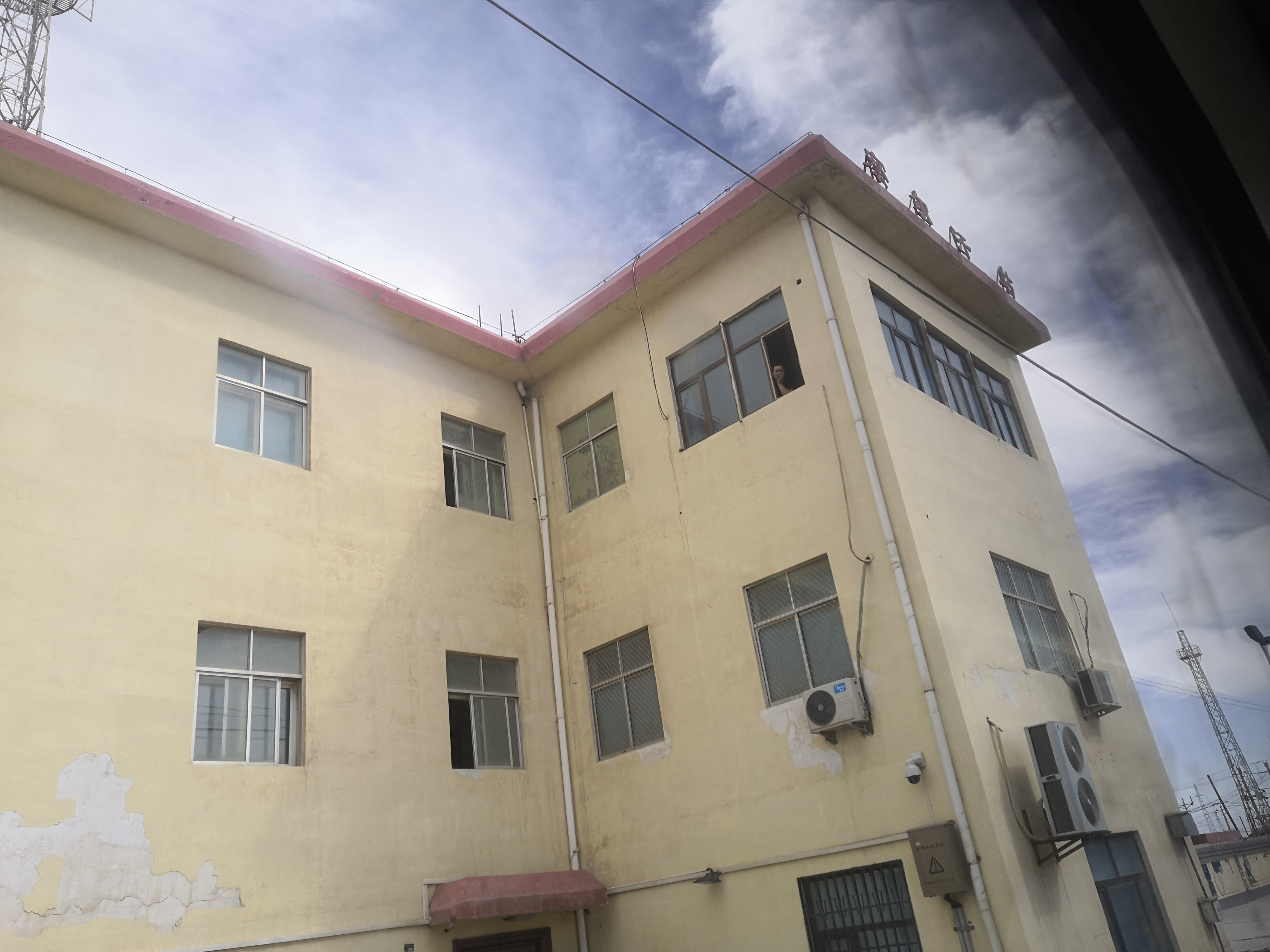
2020年，列车上抓拍的察尔汗站站房

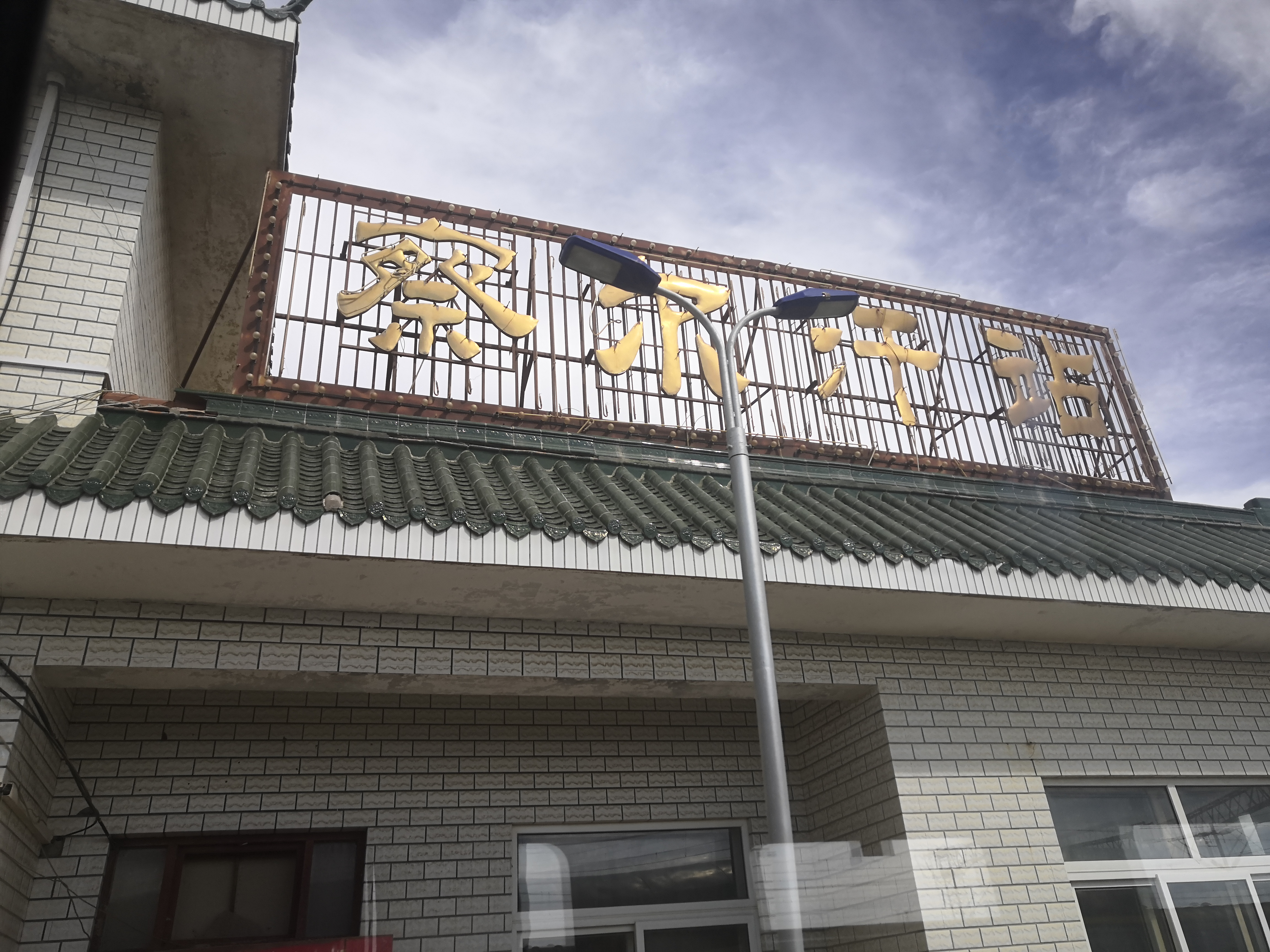
2020年，列车上抓拍的察尔汗站站房